# صادق دابا
صادق أبو بكر دابا (بالإنجليزية: Sadiq Abubakar Daba)‏، ويُعرف اختصارا باسم صادق دابا، هُو مُمثل نيجيري ومُذيع سابق. في عام 2015، حصل على جائزة الأكاديمية الأفريقية للأفلام لأفضل ممثل عن دوره «المفتش وزيري» في فيلم 1 أكتوبر.

## التعليم
تلقى تعليمه الثانوي في مدرسة سانت إدوارد الثانوية. حصل بعدها على شهادات عليا من العديد من المؤسسات بما في ذلك جامعة أحمدو بيلو في زاريا.

## مساره
عمل صادق دابا كمُذيع في هيئة التلفزيون النيجيري. برزت مسيرته التمثيلية في أواخر السبعينيات من القرن الماضي، حين قام ببطولة فيلم (بالإنجليزية: Cockcrow at Dawn)‏.

## أعماله

### الأفلام
| السنة | عُنوان الفيلم بالعربية | العُنوان الأصلي للفيلم | مراجع |
| ----- | --------------------- | --------------------- | ----- |
| 2020  | اقتباس                | Citation              | [ 6 ] |

## معاناته من السرطان
أعلن دابا سنة 2017 عن تشخيصه باللوكيميا وسرطان البروستاتا، ودعمه العديد من النيجيريين أبرزهم السياسية جوزفين أوبياجولو أودوماكين والمُمثلة مابيل أوبو. في 3 فبراير 2018، انضم دابا إلى مشروع بينك بلو لتنظيم مسيرة ضد السرطان في إطار فعاليات اليوم العالمي للسرطان.